# Jean Cholet
Jean Cholet (Castello di Nointel, ... – Roma, 2 agosto 1293) è stato un cardinale francese.

## Biografia
Cholet fu novizio presso l'abbazia di Saint-Lucien de Beauvais, della quale era abate il fratello Oddone I Cholet de Nointel. Divenne poi canonico a Beauvais ed arcidiacono a Rouen. Era amico di Simon de Brion, futuro papa Martino IV, e dei re Filippo l'Ardito e Filippo il Bello.
Papa Martino IV lo creò cardinale nel concistoro del 12 aprile 1281. Fu legato pontificio a latere in Inghilterra nel 1283, con il compito di convincere re Edoardo I d'Inghilterra a mediare fra Carlo I d'Angiò e Pietro III di Aragona, in conflitto fra loro a causa della conquista, manu militari, della Sicilia da parte di quest'ultimo, che ne vantava i diritti avendo sposato Costanza, figlia del re di Sicilia Manfredi.
Fu quindi legato apostolico in Francia ed in Polonia con il compito di patrocinare una crociata contro Pietro III di Aragona, che papa Martino IV aveva scomunicato.
Nel 1289 sigillò a Lione il trattato fra Filippo il Bello, re di Francia, e Sancho IV di Castiglia, da lui stesso negoziato su incarico del papa. Fu poi ancora legato pontificio in Spagna ed in Francia.
Alla morte, avvenuta per aver contratto la peste durante una delle tante epidemie di quei tempi, la sua salma venne inumata dapprima nella chiesa romana di San Ciriaco alle Terme e poi traslata nell'abbazia di Saint-Lucien a Beauvais.

## Conclavi
Durante il periodo del suo cardinalato Jean Cholet partecipò al conclave del 1287-1288, che elesse papa Nicola IV ma non a quello del 1285, che elesse papa Onorio IV. Partecipò anche al conclave del 1292-1294, che elesse papa Celestino V, ma morì di peste durante i lavori.